# Francis Rolt-Wheeler
 (octobre 2010).
Améliorez-le ou discutez des points à vérifier. 
Pour les articles homonymes, voir Wheeler et Rolt.
Francis William Rolt-Wheeler est un écrivain, astrologue, occultiste  et ésotériste britannique né à Londres le 16 décembre 1876 et mort à  Nice le 21 août 1960.

## Biographie
Après s'être enfui de sa maison à l'âge de 12 ans, il embarque pour les États-Unis comme matelot sur un voilier. Aux États-Unis, il étudie la théologie à l'université de Chicago. Il y obtient un doctorat. Ordonné prêtre anglican en 1903, il exerce pendant 20 ans comme aumônier hospitalier à New York. En 1923, il entreprend des voyages : en Tunisie à Carthage. Il y fonde l'Institut Astrologique de Carthage. Il se fixe à Nice-Cimiez (Alpes-Maritimes) et épouse Yvonne Bélaz. Il se consacre à l'écriture d'ouvrages d'ésotérisme et de vulgarisation (astrologie et occultisme). Il est l'auteur du terme astrosophie et fonde L'Astrosophie, revue d'ésotérisme. Le nombre de ses écrits dans le domaine de l'ésotérisme l'ont fait comparer à Paracelse. Son épouse a entrepris de classer les notes laissées par son mari en vue d'une publication future.

## Œuvres
- The Science-History of The Universe (1909) Ouvrage collectif, chapitres Anthropology et Ethics
- The U.S. Service Series, 20 volumes, Lothrop, Lee & Shepard Company, New York, entre 1909 et 1929.
- The Museum Series, neuf volumes, Lothrop, Lee & Shepard Company, New York, entre 1916 et 1927.
- The Aztec-Hunters, Boston, Lothrop Lee, 1918.
- The Wonder of War Series, quatre volumes, Lothrop, Lee & Shepard Company, New York, entre 1917 et 1919.
- Round the World with the Boy Journalists Series, cinq volumes, George H. Doran Company, New York, entre 1921 et 1924.
- Romance History of America Series, quatre volumes, George H. Doran Company, New York,  entre 1921 et 1925.
- History of Literature - English Poetry (The Outline of Knowledge, Volume XI), James A. Richards, Francis Rolt-Wheeler, Edward J. Wheeler, Geoffrey Chaucer, Robyn Hode, Richard Rowlands, Thomas Nashe, Edmund Spenser, Michael Drayton, John Lyle ; J. A. Richards, The Kingsport Press.
- In the Days Before Columbus, George H. Doran company, 1921 environ.
- The Quest of the Western World, G.H. Doran Co., New York, 1921.
- The Magic-Makers of Morocco, Doran, New York, 1924.
- In The Time of Attila, Lothrop, Lee & Shepard, New York, 1928.
- The Pyramid Builder D. Appleton and Company, 1929.
- Mystic Gleams from the Holy Grail, London, Rider & Co[4].
- Les chasseurs d'ivoire, tr. par Michel Epuy, illustré par Ferdinand Raffin, Tours, Mame, 1934.
- Summa astrologiae, en trois volumes, Édition Astrosophie, Nice, 1936.
- Le Cabbalisme initiatique en trois volumes, Édition Astrosophie, Nice, 1940.
- Le Jour de Brahm en deux tomes, Éditions Adonais, Nice, 1947.
- Le Christianisme ésotérique, en deux volumes
- Les douze talismans de pouvoir, édition privée, unique et personnalisée, rédigée uniquement sur commande pour une centaine de souscripteurs entre 1950 et 1960.